# Рахманзаде, Фазиль Шамиль оглы
Фазиль Шамиль оглы Рахманзаде (род. 9 февраля 1942) — советский и азербайджанский публицист и театровед. Заслуженный работник культуры Азербайджана (1992). Долгое время сотрудничал с разными печатными органами. Работал в Азербайджанской государственной телерадиокомпании. Являлся членом союза журналистов СССР. Лауреат многих премий, в том числе «Золотое перо». Автор более 15 книг, в том числе о таких деятелях искусства Азербайджана, как Насиба Зейналова, Лютфияр Иманов, Шамси Бадалбейли, Зейнаб Ханларова, Муслим Магомаев и др.